# Olympic Green Hockey Field
Le Olympic Green Hockey Field (en chinois : 北京奥林匹克公园曲棍球场) est un stade de hockey sur gazon et de football à 5 situé à Pékin, en Chine.
Il est utilisé pour les Jeux olympiques et paralympiques d'été de 2008.